# Colinet de Lannoy
Colinet de Lannoy (... – 1497) è stato un compositore e cantore francese, membro della Scuola franco fiamminga.

## Biografia
Molto poco si conosce della sua vita e alcuni dettagli sono stati occasionalmente confusi con altri musicisti di nome "Lannoy" o "Lanoy". Due altri cantori di nome Lannoy, Jehan e David, erano attivi in Corti francesi a metà del XV secolo, e potrebbero essere stati suoi parenti. Inoltre, un "Karolus de Launoy", attivo a Bourges e poi in Francia, venne in precedenza confuso con lui.
Fu uno dei compositori e cantori fiamminghi che negli anni 1470 facevano parte della Cappella musicale degli Sforza a Milano. Il gruppo di cantori della Cappella era allora uno dei più famosi del tempo in Europa e lo stile compositivo che vi si sviluppò nel corso degli anni 1470 influenzò le composizioni del periodo in tutta Europa: ad esempio il mottetto-chanson fu probabilmente un'invenzione milanese. Non si sa fino a che punto Lannoy è stato coinvolto nello sviluppo di questo stile, né si sa dove Lannoy sia andato dopo il suo licenziamento, nel 1477, quando Lannoy, assieme a Jean Japart, Johannes Martini e Loyset Compère, ottenne un lasciapassare per poter uscire da Milano a seguito dell'assassinio del duca Galeazzo Maria Sforza. 
La maggior parte dei cantanti si trasferirono a Ferrara con Japart e probabilmente Compère tornò in Francia. Poiché una delle canzoni più conosciute di Lannoy è in lingua olandese, potrebbe aver trascorso qualche periodo di tempo, prima o dopo Milano, nei Paesi Bassi.
Un verso di Guillaume Crétin, nell'elegia sulla morte di Johannes Ockeghem (6 febbraio 1497) indica che Lannoy morì in quel periodo.

## Musica
Solo due composizioni sono state attribuite sicuramente a Lannoy, entrambe canzoni di musica profana: Cela sans plus e Adieu natuerlic leven mijn. La prima di queste è stata utilizzata come base per la composizione di messe da parte di altri compositori, tra cui Johannes Martini e Jacob Obrecht.
Un altro pezzo viene considerato come probabile composizione di Lannoy, una parziale messa ciclica a tre voci. Essa viene attribuita a "Lanoy" nella fonte, e lo stile è coerente sia con le canzoni di Lannoy che con quelle di altri compositori operanti a Milano.